# Afrosciara pallida
Afrosciara pallida är en tvåvingeart som beskrevs av Seguy 1961. Afrosciara pallida ingår i släktet Afrosciara och familjen sorgmyggor.
Artens utbredningsområde är Guinea. Inga underarter finns listade i Catalogue of Life.